# Jamie Ness
Jamie William Ness (Troon, 2 marzo 1991) è un ex calciatore scozzese, di ruolo centrocampista.

## Carriera

### Club
Nel 2010 debutta con Rangers. Il 7 marzo 2011 rinnova il suo contratto fino al 2015. Il 3 luglio passa allo Stoke City a parametro zero.

### Nazionale
Conta varie presenze con le nazionali giovanili scozzesi.

## Palmarès

### Club

#### Competizioni nazionali
- Campionato scozzese: 1

Rangers: 2010-2011
- Coppa di Lega scozzese: 1

Rangers: 2010-2011